# Калуннборг (коммуна)
Калуннборг (дат. Kalundborg Kommune) — датская коммуна в составе области Зеландия. Площадь — 603,73 км², что составляет 1,40 % от площади Дании без Гренландии и Фарерских островов. Численность населения на 1 января 2008 года — 49743 чел. (мужчины — 24965, женщины — 24778; иностранные граждане — 1429).

## История
Коммуна была образована в 2007 году из следующих коммун:
- Бьергстед (Bjergsted)
- Гёрлев (Gørlev)
- Видебек (Hvidebæk)
- Хёнг (Høng)
- Калуннборг (Kalundborg)

## Железнодорожные станции
- Аллесхаве (Alleshave)
- Эскебьерг (Eskebjerg)
- Форсинге (Forsinge)
- Гёрлев (Gørlev)
- Хёнг (Høng)
- Йерслев (Jerslev)
- Кальдред (Kaldred)
- Калуннборг (Kalundborg)
- Лёве (Løve)
- Сторе Фугледе (Store Fuglede)
- Свебёлле (Svebølle)
- Верслев (Værslev)

## Изображения

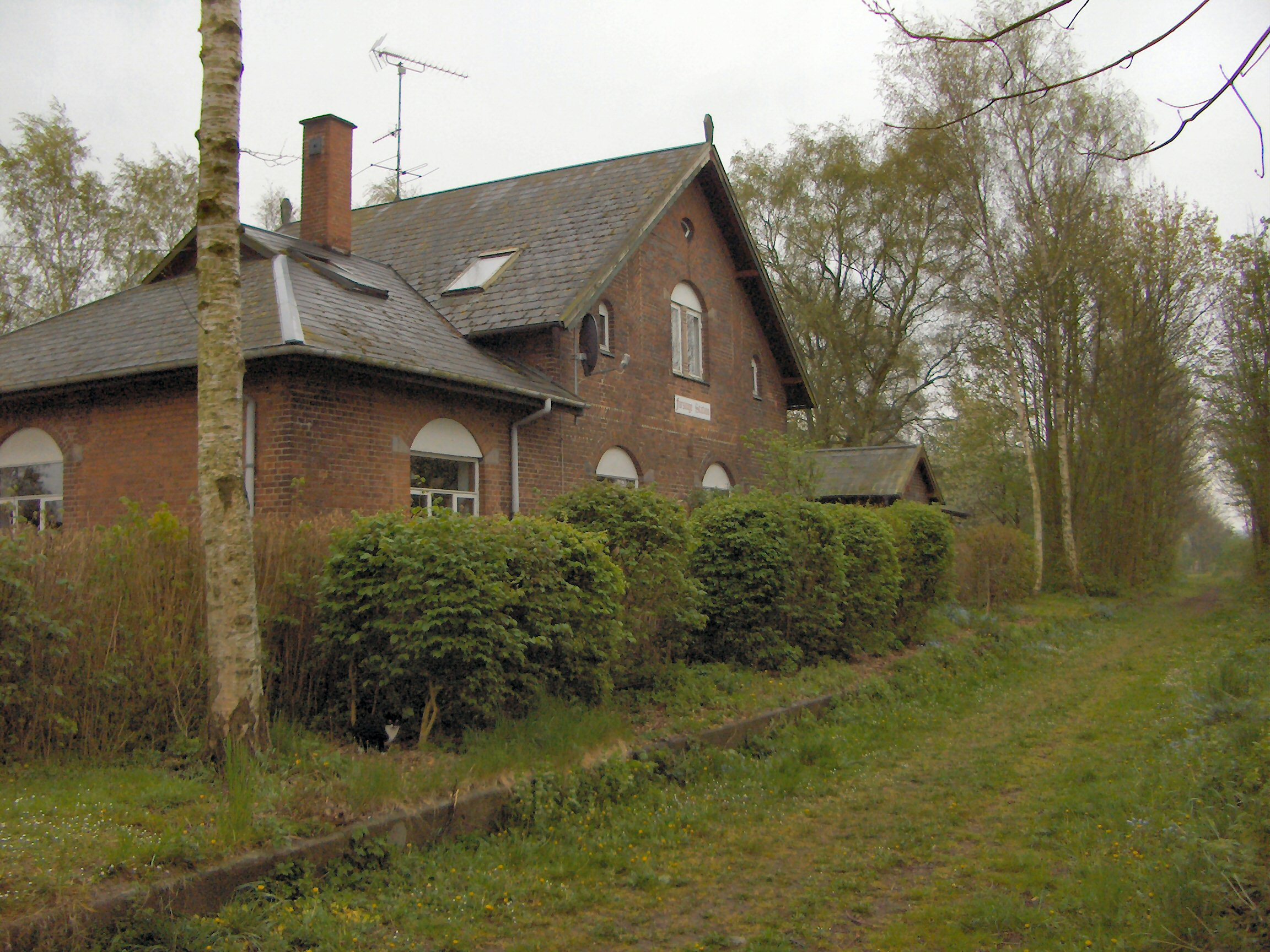
Форсинге
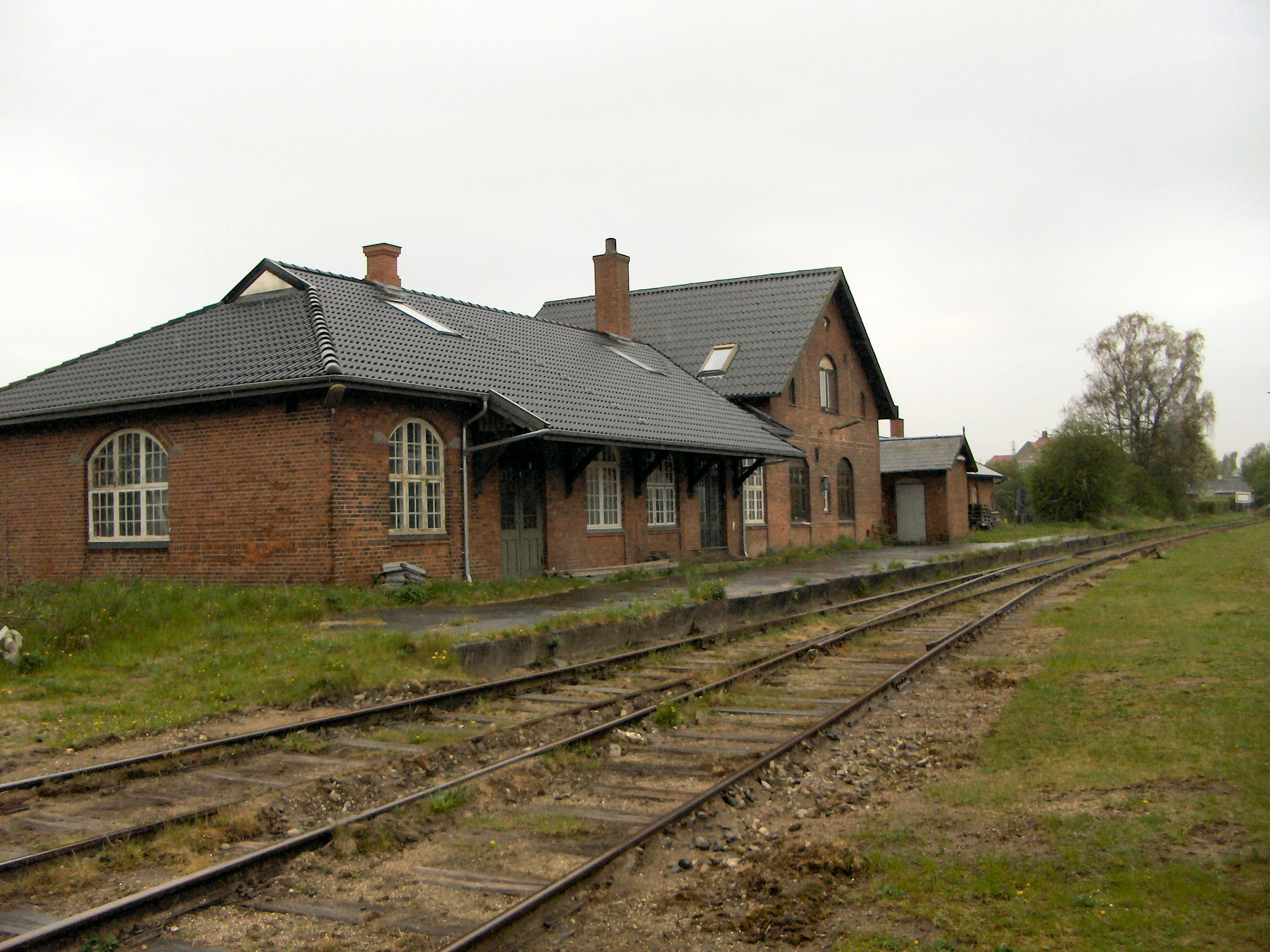
Гёрлев
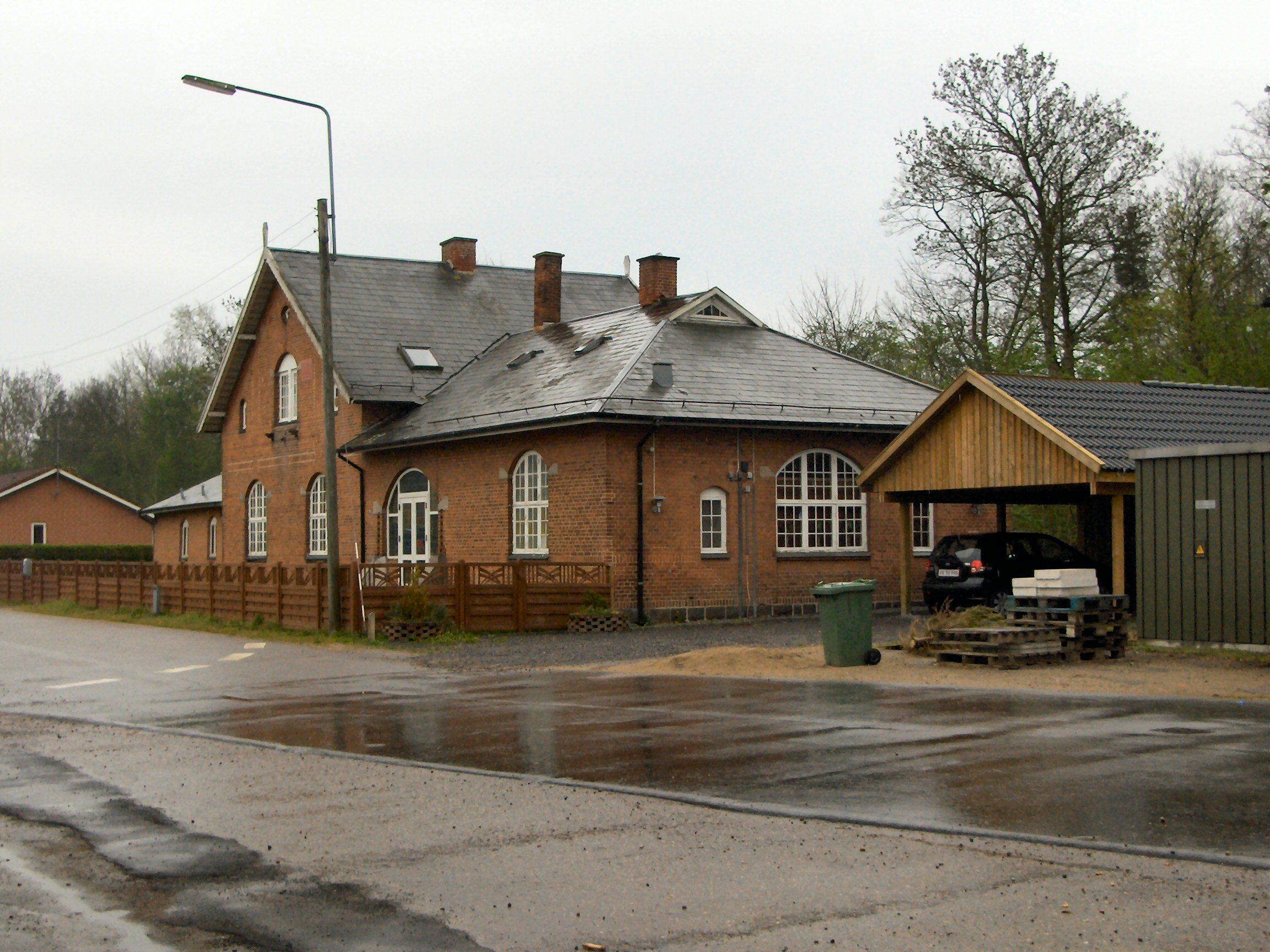
Йерслев
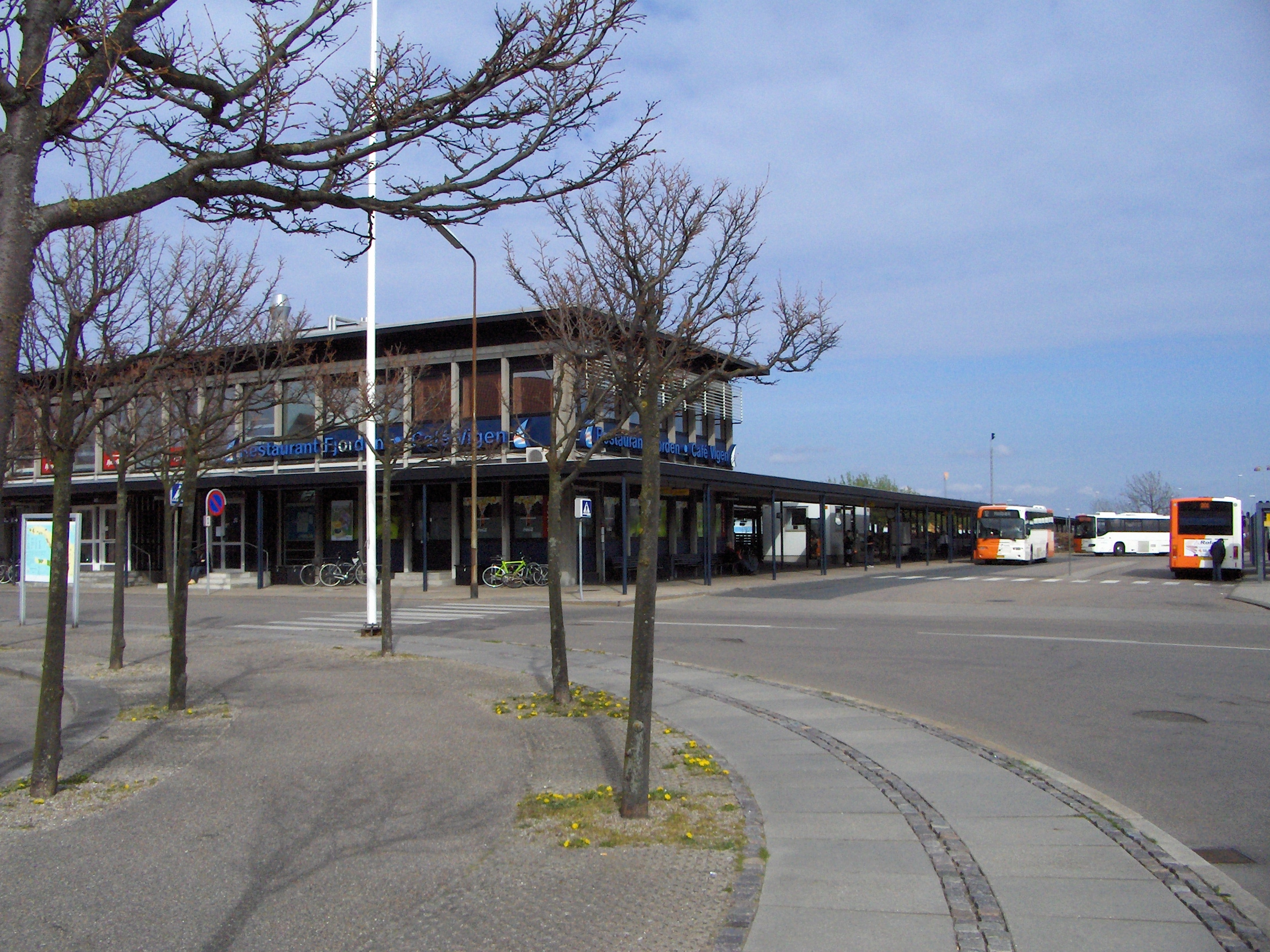
Калуннборг
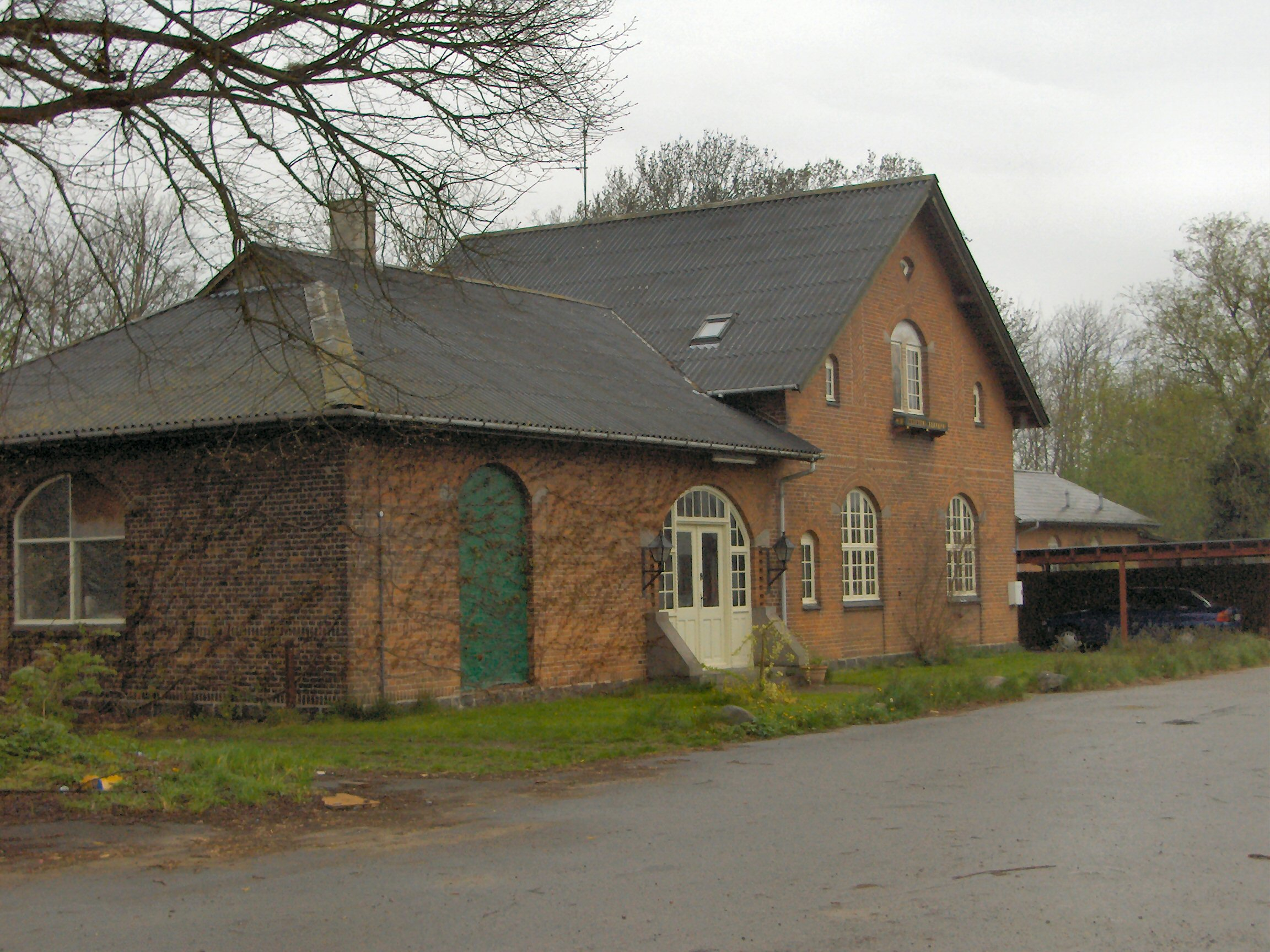
Сторе Фугледе
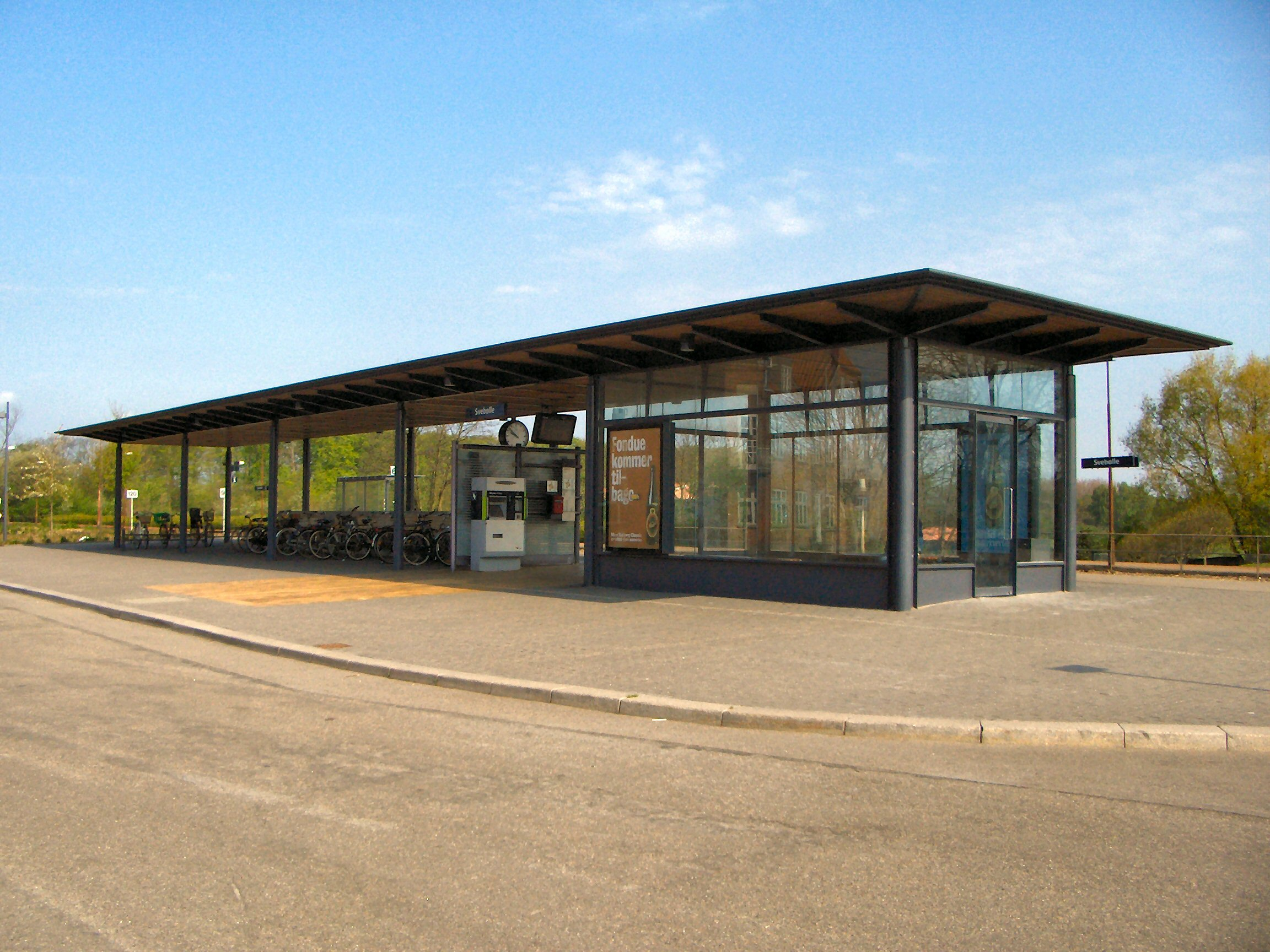
Свебёлле
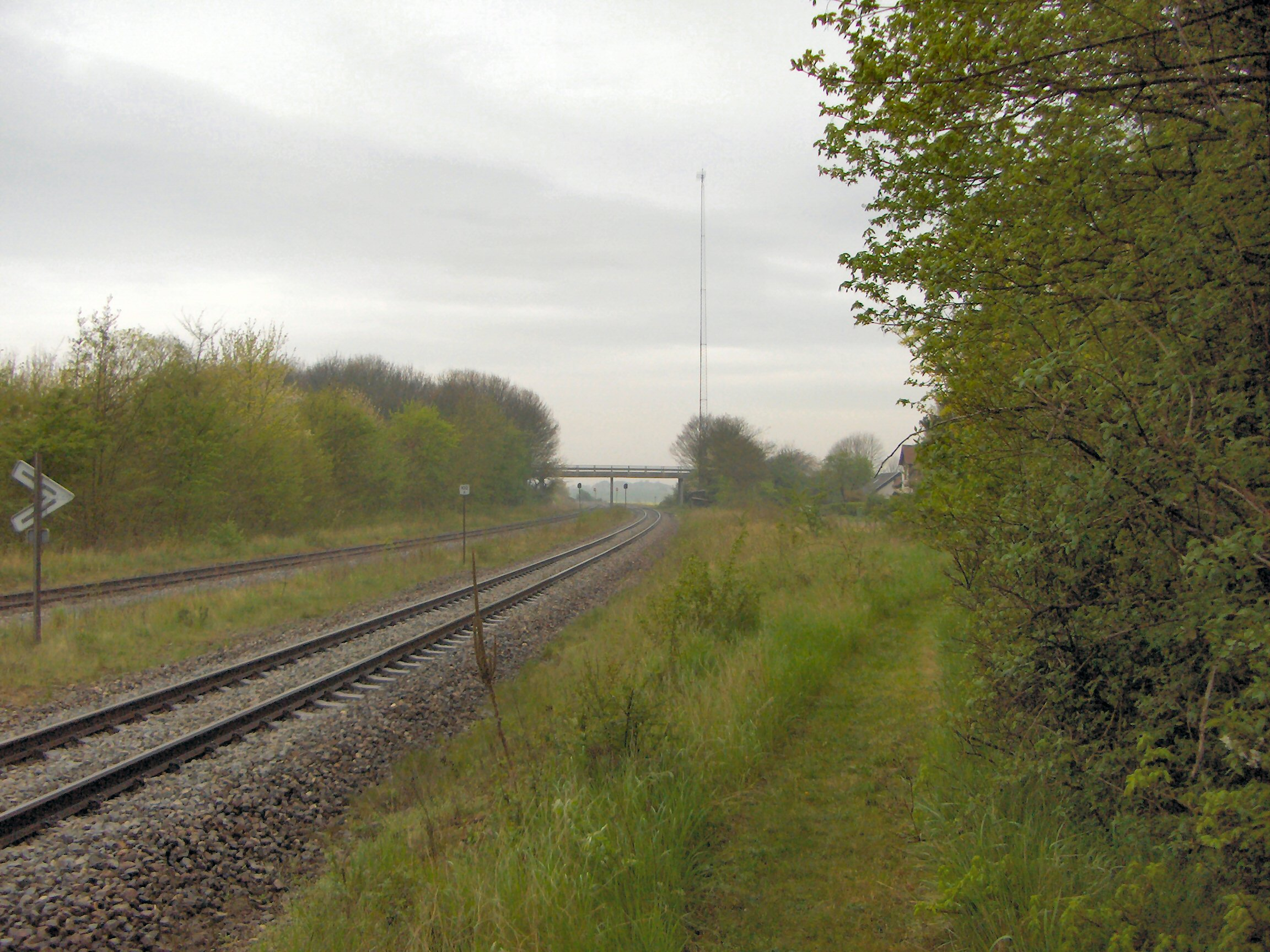
Верслев